# Tuukka Rask
Tuukka Rask (Savonlinna, 1987. március 10. –) finn jégkorongozó kapus, aki jelenleg az National Hockey League-ben (NHL) szereplő Boston Bruins, illetve a Finn jégkorong-válogatott kapusa. Testvére, Joonas Rask szintén jégkorongozó, aki a finn bajnokságban játszik (Liiga).

## Játékos karrierje

### Finnországban
Rask első csapata a szülővárosának (Savonlinna) ificsapata volt, a SaPKo.
Huszonnyolc mérkőzést védett végig a tampere-i Ilves ificsapatában a finn ifi bajnokságban. Az általa bekapott gólok átlaga - hivatalos elnevezése: goals against average, röviden (GAA) - 1.86, míg védési százaléka - hivatalosan save percentage, röviden (SV%) - .935-os volt. 2005-ben ő végzett a legelőkelőbb helyen az európai kapusok listáján (NHL Draft 21. helyén).
Utolsó európai szezonjában első számú kapussá nőtte ki magát a finn Ilves-ben.

### Toronto Maple Leafs
Raskot 2005-ös NHL-drafton az 1. kör 21 helyén választotta ki a Toronto Maple Leafs. Viszont még az alapszakasz elkezdése előtt a torontóiak meg akarták szerezni a Calder-emlékkupa-győztes Andrew Raycroftot a Boston Bruinstól. Végül Justin Pogge-t választották, mint jövőbeli kapus, Raskot feláldozva. Később kiderült, hogy a bostoniak azért ajánlották fel Raycroft-ot, hogy így megszerezhessék Rask játékjogát.

### Boston Bruins

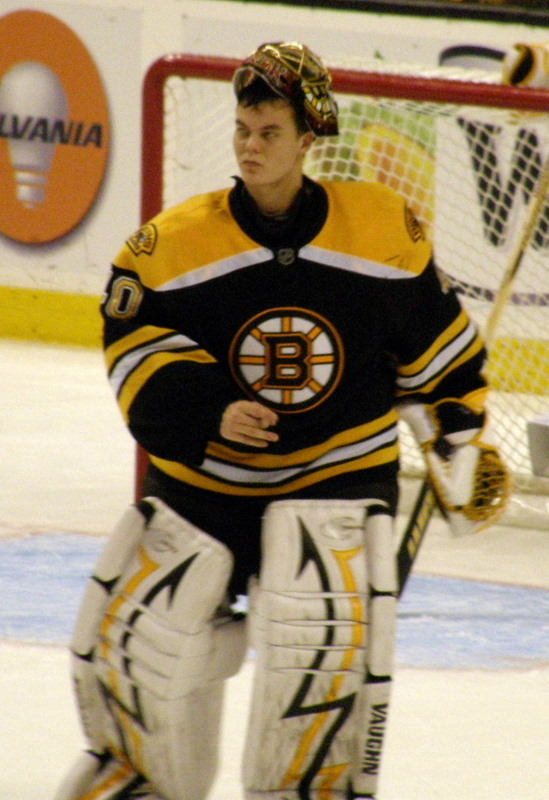
Rask, mint a Boston Bruins játékosa (2008)

2007. május 5-én hároméves szerződést kötött a bostoniakkal, ahol először a második számú csapatban - Providence Bruins - kezdett szerepelni. A Providence-szel az American Hockey League - a második számú észak-amerikai jégkorongbajnokság - playoffs megnyerésével elhódították a Calder Cup-ot.
2007. november 5-én felhívta az első számú csapat Raskot. Csak két hét múlva, november 20-án, játszhatta le a "nagy" csapattal első mérkőzését, méghozzá a volt csapata, a kanadai Toronto Maple Leafs ellen, ahol a bocsok mezében 4-2-re nyertek is.
2008. október 3-án Rask visszakerült a Providencehez. Rask-nak volt a legjobb védési százaléka a nagy csapat tagjai közül is az előszezon előtt. A finné .952-es, míg a Manny Fernandez .875, Tim Thomas .869 és Kevin Regan .857-os volt. Bostoniak mégis két veteránunkkal, Thomas-szal és Fernandez-zel álltak fel a 2008-2009-es NHL szezonban.
2009. január 31-én ismét behívták, hogy a csapat második kapusa legyen az All-Star Games szünetében, és akkor játszotta (egyetlen) mérkőzését a 2008/09-es szezonban. A mérkőzést shoutout-tal - szétlövessél (olyan, mint a labdarúgásban a büntetőpárbaj) - 1-0 arányban megnyerték Marc Savard lövésével, a New York Rangers ellen.
Nem sokkal ezután, a 2009/10-es szezonra aláírt egy kétéves szerződést, mint a csapat második számú kapusa. Végül november 5-én aláírta a szerződését, amely biztosította, hogy a Bruins megtartja őt a 2011/12 szezonban is.
A 2009-10 alapszakaszban, Rask volt az egyetlen kapus, akinek a goals against average-je kevesebb, mint 2.00, és az egyetlen kapus, akinek védési százaléka 0,930 volt.

## Díjak
- U20-as világbajnokság All-Star Csapat: 2006
- U20-as világbajnokság legjobb kapus: 2006
- U20-as világbajnokság bronzérem: 2006
- Calder Cup: 2007
- AHL All-Star Gála: 2008
- Stanley-kupa: 2011
- Olimpiai bronzérem: 2014
- Vezina-trófea: 2014
- Első NHL All-Star Csapat: 2014